# پل-آنری متیو
 پل-آنری متیو (انگلیسی: Paul-Henri Mathieu؛ زاده ۱۲ ژانویهٔ ۱۹۸۲) یک تنیس‌باز اهل فرانسه است.